# Ilan Greilsammer
Pour les articles homonymes, voir Greilsamer.
Ilan Greilsammer, né en 1948 à Paris, est un politologue et militant pacifiste franco-israélien.

## Biographie
Après un doctorat en sciences politiques à l'université Paris I, il émigre en Israël en 1972.
Il enseigne au Département de sciences politiques de l'Université Bar-Ilan, dans le grand Tel-Aviv, où il enseigne la politique comparée et dirige le Centre de recherche européenne. Il est également directeur des études au Collège universitaire de la vallée du Jourdain (lac de Tibériade).
Il est lié au mouvement pacifiste israélien Shalom Arshav (La Paix Maintenant).
Ilan Greilsammer est l'époux de l'historienne Myriam Greilsammer et le père du pianiste David Greilsammer et du chanteur Michael Greilsammer.

## Travaux
Ilan Greilsammer est l'auteur de nombreuses études et a publié plusieurs ouvrages, parmi lesquels :

### Ouvrages
- Les communistes israéliens - anatomie d'un parti (Presses de Sciences Po)
- Israël, les hommes en noir : analyse des partis ultra-orthodoxes (Presses de Sciences Po)
- Repenser Israël : morale et politique dans l'État juif (Autrement)
- Israël et l'Europe (Presses de l'Université de Lausanne)
- Léon Blum : une grande biographie (Flammarion)
- La Nouvelle histoire d'Israël : essai sur une identité nationale (Gallimard)
- Les Lettres de Buchenwald de Léon Blum (Gallimard)
- Le Sionisme (PUF)
- La Reconnaissance mutuelle (Le Seuil).
- Une amitié espagnole (Grasset)

### Articles
- David Greilsammer, « Tous les périls, plus la trahison perverse », Le Monde,‎ 11 septembre 2003 (lire en ligne)